# María Augusta Hermida

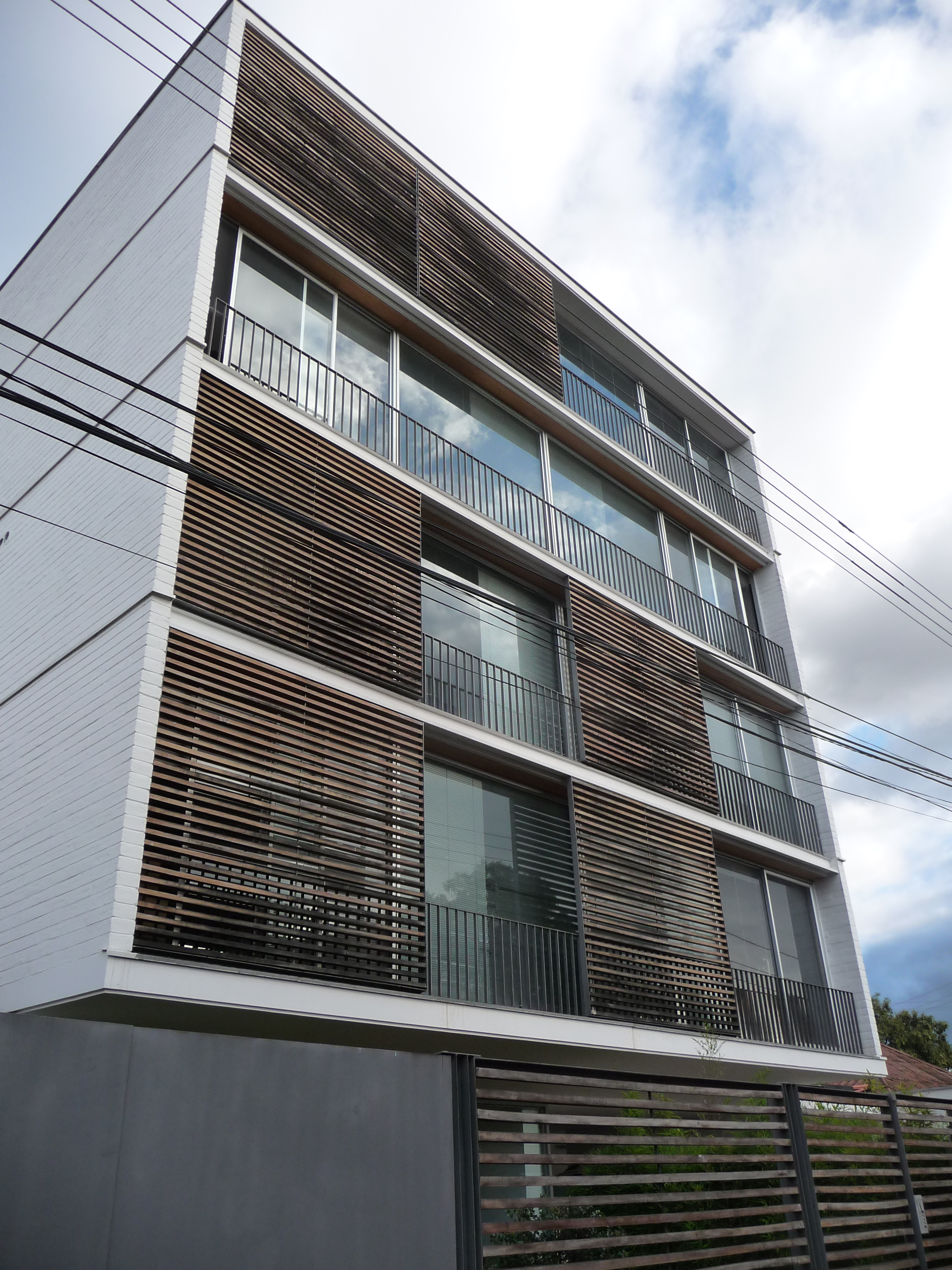
María Augusta Hermida y Javier Durán, Edificio Jacobo, Cuenca, Ecuador

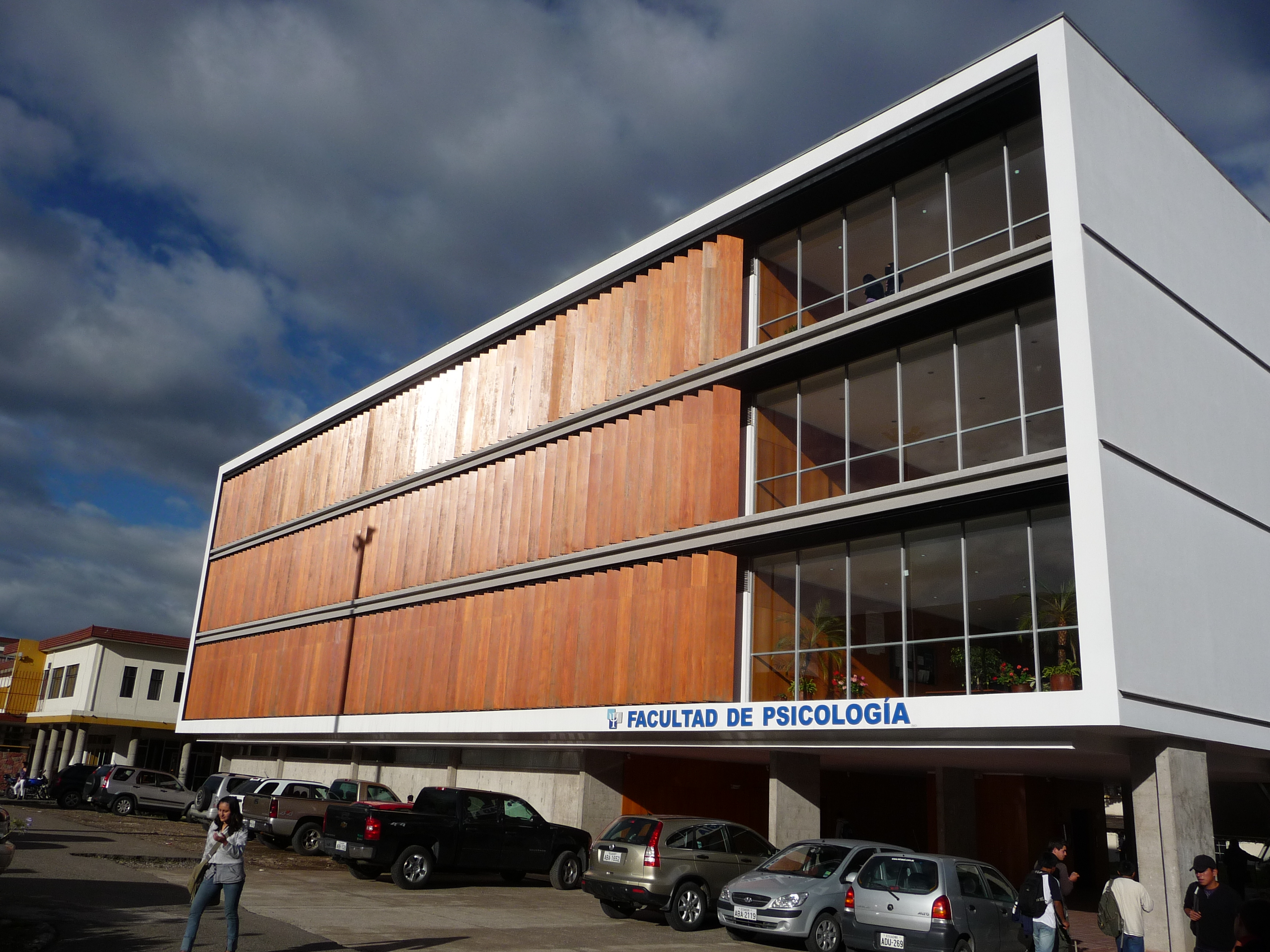
María Augusta Hermida y Javier Durán, Aulario de la Universidad de Cuenca

María Augusta Hermida Palacios (1967) es una arquitecta ecuatoriana. Es socia fundadora de Durán & Hermida arquitectos, firma que ha ganado diversos premios y concursos.El 27 de enero de 2021 fue elegida rectora de la Universidad de Cuenca, lo que la convirtió en la primera mujer en acceder al cargo en los 153 años de existencia de la institución.

## Biografía

### Educación
Empezó sus estudios universitarios en la Politécnica Nacional siguiendo Ingeniería de Sistemas. Estudió, además, Filosofía entre 1991 y 1994, Sociología entre 1989 y 1990, y Matemáticas y Física entre 1985 y 1989. Finalmente llegó a la Facultad de Arquitectura de la Universidad de Cuenca.
Se graduó de arquitecta en la Universidad de Cuenca en 1999, Máster en Informatización de Proyectos Arquitectónicos por la Universidad Politécnica de Cataluña en 2003 y PhD en Arquitectura por la Universidad Politécnica de Cataluña en el 2008. 

### Trayectoria
Entre el 2005 y el 2014 dirigió la Maestría de Proyectos Arquitectónicos también en la Universidad de Cuenca. Entre el 2011 y 2014 dirigió el Departamento de Postgrados de la misma Facultad. Es profesora de la Facultad de Arquitectura y Urbanismo de la Universidad de Cuenca desde 2012. 
Entre los años 2012 y 2015 fue presidenta de Do.co.mo.mo Ecuador y desde 2012 a la fecha es miembro de IForm Club Forma Moderna Internacional. Desde 2015 es Miembro del Consejo Asesor de la revista Informes de la Construcción. Es actualmente Directora del Departamento Interdisciplinario de Investigación en Espacio y Población y del Grupo Ciudades Sustentables–LlactaLAB. También es Coordinadora en Ecuador de la Red Comunidades urbanas energéticamente eficientes, financiado por CYTED. 
Junto a Javier Durán, su marido, es titular del estudio Durán & Hermida arquitectos. 

### Reconocimientos
Dentro de su práctica profesional ha recibido premios como la Mención Nacional de Diseño Arquitectónico en la XIX Bienal Panamericana de Arquitectura de Quito 2014 con la Unidad del Milenio Paiguara. 
Su proyecto de rehabilitación de Plaza Víctor J. Cuesta recibió el Premio Nacional de Diseño Urbano en la XVI Bienal Panamericana de Arquitectura de Quito 2008. 
Sus proyectos realizados en su estudio Durán-Hermida Arquitectos han sido publicados en varias revistas nacionales e internacionales: Revista TRAMA (Ecuador), Revista SUMMA (Argentina), Revista CASAS (Ecuador), Revista PROYECTOS (Ecuador), Revista Escala (Colombia), Revista 30-60 (Argentina). Los libros “Casas en América Latina”, “XVI Bienal Panamericana de Arquitectura” y “Cuenca de los Andes” también tienen publicados entre sus páginas proyectos de Durán-Hermida.Obtuvieron el Primer Premio en el concurso de ideas para la “Antigua Fábrica de Sombreros” (2007), el Primer Premio en el concurso de adecuación de la vía central de Baños (2006), la Mención de Honor en el concurso para la adecuación de la pasarela y la escalinata de la Universidad de Cuenca (2005), y el Primer premio en el concurso para el anteproyecto de la escuela San Juan de Jerusalén (2005).
Sus proyectos son una manifestación contemporánea de los atributos de la modernidad, de su economía, su precisión y del entendimiento de sus formas como relación y estructura organizadora del proyecto. La capacidad de geometría, de abstracción y de relaciones funcionales y estructurales de la arquitectura moderna son parte fundamental de sus referentes. Así también, el rigor constructivo que antaño tuvo que ser usado en las construcciones de adobe, sus resultados controlados y ordenados, son hoy el marco bajo el cual concibe sus proyectos.

## Actividades académicas
Actualmente es Profesora Principal a tiempo completo en la Universidad de Cuenca donde es docente desde el año 2005, dictando las materias de Diseño Arquitectónico y Teoría e Historia de la Arquitectura.
Anteriormente ejerció otros cargos importantes en la Universidad de Cuenca como Directora del Programa de Doctorado en Población, Territorio y Buen Vivir, Miembro del Consejo Académico de Postgrados, Directora de Postgrados de la Facultad de Arquitectura y Directora de la Maestría de Proyectos Arquitectónicos. Fue también directora de la Revista A0 y de la Revista PROYECTOS y Presidenta de la Comisión Académica del Colegio de Arquitectos del Azuay.

### Investigación
Su ámbito de investigación en la actualidad se enfoca a temas relacionados con el diseño urbano, la sostenibilidad y resiliencia de las ciudades latinoamericanas. 
Entre sus numerosos proyectos de investigación destacan: 
- Metodología de Investigación y Difusión de la Arquitectura Moderna Latinoamericana (2003).
- Los valores formales de la vivienda rural tradicional del siglo XX en la provincia del Azuay (2009-2011).
- Modelos de Densificación para las zonas consolidadas de la Ciudad de Cuenca (2012-2014).
- Ciudad Sustentable: Diseño de infraestructura verde y políticas ambientales para minimizar riesgos en zonas urbanas de Cuenca y Puerto López (2014).
- Recuperación y difusión de los archivos fotográficos de la arquitectura moderna para el desarrollo de un patrimonio visual operativo. VISUAL (2014-2016).
- El diseño urbano como herramienta de construcción de ciudades resilientes. Usos, percepciones y posibilidades de las márgenes del río Tomebamba de la ciudad de Cuenca (2015-2017).
- Estudio de los Patrones de Movilidad de Ciclistas y Peatones en Cuenca para una Movilidad Sustentable (2015-2017).
- Proyecto para la ejecución del curso de Simulación Urbana: Métodos, Modelos y Aplicaciones (2015).
- Comunidades urbanas energéticamente eficientes: Formación de Recursos humanos para la promoción barrios urbanos energéticamente sustentables. Red Urbenere (2015-2019). [8]

### Publicaciones y ponencias
Destacan en la bibliografía de la arquitectura ecuatoriana sus tres libros compilatorios Miradas a la Arquitectura Moderna en el Ecuador ,vinculados a la Maestría en Proyectos Arquitectónicos de la Universidad de Cuenca. En consecuencia, es una defensora activa de la arquitectura moderna y sus valores, posicionándose en contra de indiscriminadas demoliciones de notables ejemplos de esta arquitectura en su país. 
Ha dictado charlas en universidades de varios países: Universidad KU Leuven, Bélgica; Universidad de Jyväskylä, Finlandia; Universidad Politécnica de Catalunya, España. Diversas instituciones y eventos internacionales han contado con su presencia como ponente, entre ellas: 
- Euro-ELECS 2015, Latin-American and European Conference on Sustainable Buildings and Communities, Portugal.
- Red URBENERE, Comunidades Urbanas Energéticamente Eficientes, Chile.
- Explorations and Future Scenarios, Chile.
- Proyecto ADU 2020, Gehls Architects “Tools for change” Masterclass, Dinamarca.
- Conferencista y directora del taller en la III Maratón Regional de Estudiantes de Arquitectura, MAREA 2014, Perú.
- Congreso ADU_2020: The restructuring of Higher Education for the 21st century in the Expanded Field of Architecture, Design and Urbanism, Perú.
- VII Bienal Iberoamericana de Arquitectura y Urbanismo, Colombia.
- Glocal Architecture: Building between globalization and new local self-confidence, India.[11]